# Winzerhäuschen

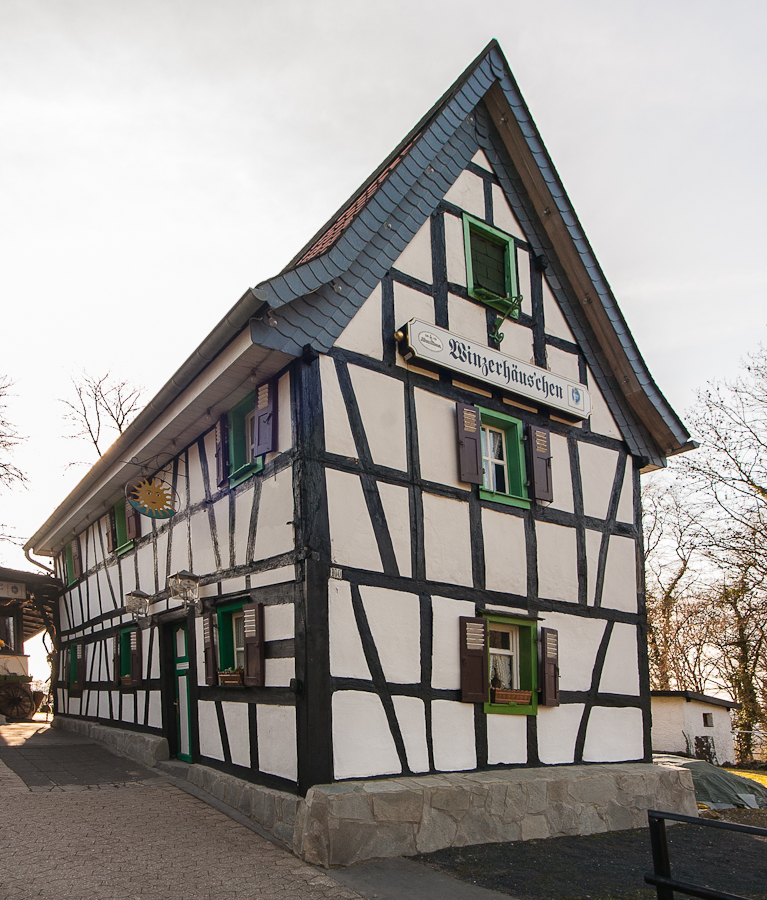
Winzerhäuschen (2013)

Das Winzerhäuschen ist ein Fachwerkhaus am Aufstieg zum Drachenfels in Königswinter, einer Stadt im nordrhein-westfälischen Rhein-Sieg-Kreis. Es steht als Baudenkmal unter Denkmalschutz.

## Lage
Das Haus befindet sich auf 176 m ü. NHN leicht oberhalb und südöstlich der Nibelungenhalle sowie nordwestlich und unterhalb von Schloss Drachenburg an der Drachenfelsstraße (Hausnummer 100), dem sogenannten „Eselsweg“. Der Blick über das Rheintal ist freigestellt.

## Geschichte
Beim heutigen Winzerhäuschen handelt es sich um den oberen Teil des früheren Kucksteinhofes, der zum Bonner Cassius-Stift gehörte. Ein Winzerhaus ist an der Stelle seit dem Jahre 1661 belegt. Im 18. Jahrhundert entstand das heutige Gebäude, das ebenfalls als Winzerhaus genutzt wurde. Mit der Säkularisation (1803) ging der Kuckstein als Domänengut in den Besitz des Staates über und wurde später aufgeteilt; den oberen Kucksteinhof erwarb die Familie von la Valette Saint George. 1843 zählte der Hof drei Einwohner. Der Betrieb firmierte, ab 1861 von einer Winzerfamilie geführt, bis zum Ersten Weltkrieg als „Weingut Kuckstein“. Heute dient das Winzerhäuschen mit einem Erweiterungsbau als Gastwirtschaft.
Die Eintragung des Winzerhäuschens in die Denkmalliste der Stadt Königswinter erfolgte am 15. März 1999.

## Architektur
Das Winzerhäuschen ist ein in Ständerbauweise ausgeführter zweigeschossiger Bau mit steilem Satteldach. Es ist traufseitig erschlossen und steht auf einem Sockel. Das Erdgeschoss ist teilweise verputzt, jedoch als Fachwerk ausgemalt. Das Gebäude ist teilunterkellert. Die mit Schlagläden versehenen Fenster sind ebenso wie die Innenaufteilung des Hauses zum Großteil in ihrer ursprünglichen Anordnung erhalten. Die südliche Giebelseite ist verschiefert.